# St. Cloud (Wisconsin)
St. Cloud és una població dels Estats Units a l'estat de Wisconsin. Segons el cens del 2000 tenia 497 habitants.

## Demografia
Segons el cens del 2000, St. Cloud tenia 497 habitants, 184 habitatges, i 130 famílies. La densitat de població era de 206,3 habitants per km².
Dels 184 habitatges en un 34,8% hi vivien nens de menys de 18 anys, en un 63,6% hi vivien parelles casades, en un 4,9% dones solteres, i en un 29,3% no eren unitats familiars. En el 22,3% dels habitatges hi vivien persones soles el 13% de les quals corresponia a persones de 65 anys o més que vivien soles. El nombre mitjà de persones vivint en cada habitatge era de 2,7 i el nombre mitjà de persones que vivien en cada família era de 3,25.
Per edats la població es repartia de la següent manera: un 27% tenia menys de 18 anys, un 9,5% entre 18 i 24, un 29% entre 25 i 44, un 19,3% de 45 a 60 i un 15,3% 65 anys o més.
L'edat mediana era de 36 anys. Per cada 100 dones de 18 o més anys hi havia 97,3 homes.
La renda mediana per habitatge era de 51.964 $ i la renda mediana per família de 56.625 $. Els homes tenien una renda mediana de 36.563 $ mentre que les dones 21.618 $. La renda per capita de la població era de 20.539 $. Aproximadament el 2,4% de les famílies i el 4,5% de la població estaven per davall del llindar de pobresa.